# Coupe Asian TV
La Coupe Asian TV est un tournoi international de jeu de go, organisé conjointement par la télévision chinoise CCTV, la télévision coréenne KBS, et la télévision japonaise NHK.

## Organisation
Créée en 1989, la Coupe Asian TV est l'un des plus anciens tournois internationaux de go. Le format des parties est adapté à la télévision, qui sont donc jouées en blitz (appelé hayago dans le cas du jeu de go), avec 10 minutes par joueur et 30 secondes de byo-yomi. 
Seuls sept joueurs participent chaque année à ce tournoi. Il s'agit du vainqueur de l'année précédente, ainsi que des deux finalistes des tournois télévisés de blitz qui se déroulent respectivement en Chine, en Corée, et au Japon : la Coupe CCTV, la Coupe KBS et la Coupe NHK. Si le vainqueur du tournoi précédent est aussi finaliste de son tournoi national, alors le troisième de ce tournoi est qualifié pour la coupe asian TV, afin d'avoir sept participants.

## Vainqueurs
| Année | Vainqueur       | Finaliste        |
| ----- | --------------- | ---------------- |
| 1989  | Takemiya Masaki | Kobayashi Satoru |
| 1990  | Takemiya Masaki | Lee Chang-ho     |
| 1991  | Takemiya Masaki | Cao Dayuan       |
| 1992  | Takemiya Masaki | Cho Hunhyun      |
| 1993  | Yoda Norimoto   | Seo Pong-su      |
| 1994  | Otake Hideo     | Qian Yuping      |
| 1995  | Lee Chang-ho    | Cho Hunhyun      |
| 1996  | Lee Chang-ho    | Yu Ch'ang-hyeok  |
| 1997  | Yu Bin          | O Rissei         |
| 1998  | Yoda Norimoto   | Ma XiaoChun      |
| 1999  | Yoda Norimoto   | Lee Chang-ho     |
| 2000  | Cho Hunhyun     | Lee Chang-ho     |
| 2001  | Cho Hunhyun     | Mok JinSeok      |
| 2002  | Lee Chang-ho    | Cho Hunhyun      |
| 2003  | Zhou Heyang     | Mimura Tomoyasu  |
| 2004  | Yu Bin          | Song Taekon      |
| 2005  | Cho U           | Cho Hanseung     |
| 2006  | Wang Xi         | Lee Chang-ho     |
| 2007  | Lee Sedol       | Chen Yaoye       |
| 2008  | Lee Sedol       | Cho Hanseung     |
| 2009  | Kong Jie        | Lee Sedol        |
| 2010  | Kong Jie        | Yuki Satoshi     |
| 2011  | Kong Jie        | Paek Hongsuk     |
| 2012  | Paek Hongsuk    | Kong Jie         |
| 2013  | Iyama Yuta      | Park Junghwan    |
| 2014  | Lee Sedol       | Kono Rin         |
| 2015  | Lee Sedol       | Park Junghwan    |
| 2016  | Li Qincheng     | Shin Jinseo      |
| 2017  | Na Hyun         | Lee Sedol        |
| 2018  | Kim Jiseok      | Na Hyun          |
| 2019  | Shin Jinseo     | Ding Hao         |